# Pocé-les-Bois
Pocé-les-Bois é uma comuna francesa na região administrativa da Bretanha, no departamento Ille-et-Vilaine. Estende-se por uma área de 15,23 km². Em 2010 a comuna tinha 1 354 habitantes (densidade: 88,9 hab./km²).